# Steropodontidae
Los esteropóntidos (Steropontidae) son una familia extinta de monotremas australianos conocida por evidencias fósiles datadas en el Cretácico Inferior.
Los géneros Steropodon y Teinolophos presentan grandes similitudes en los molares inferiores y se incluyen en esta familia.
Los esteropóntidos actualmente son australosfénidos estrechamente relacionados con los monotremas, y forman un grupo parafilético hacia los monotremas.

## Galería

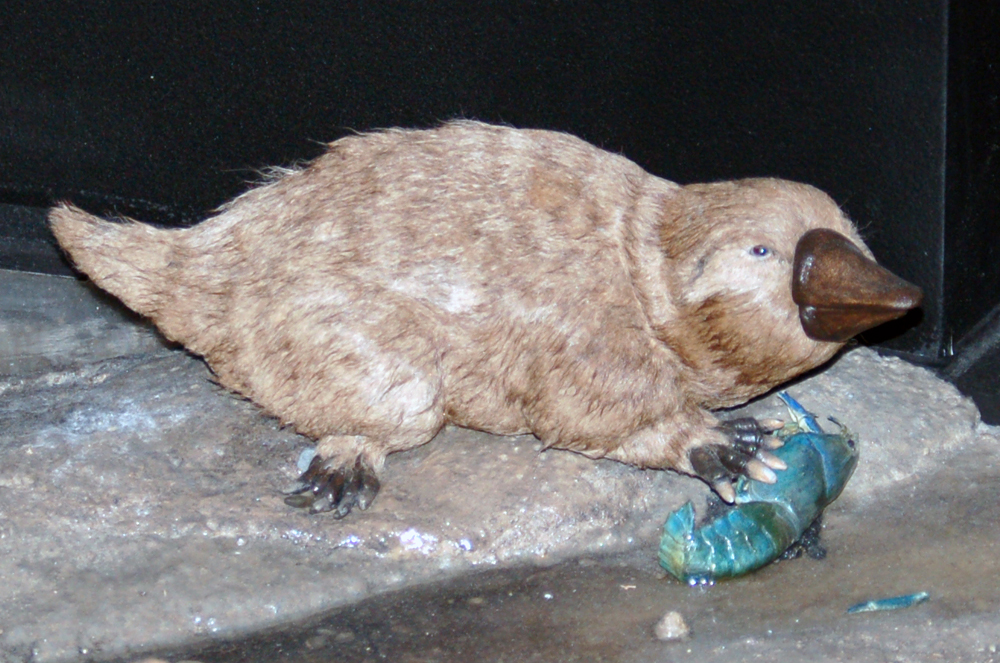
Steropodon galmani Museo Australiano. Sídney.